# デビッド・エンゲ
デビッド・エンゲ（David Emge、1946年9月9日 - 2024年1月20日）は、アメリカ合衆国の俳優である。『ゾンビ』に出演している。

## フィルモグラフィー

### 映画
- ボディ・ハッチ The Booby Hatch （1975年）
- ゾンビ Dawn of the Dead （1978年）
- バスケット・ケース2 Basket Case 2 （1990年）
- ヘルマスター Hellmaster （1992年）